# Lou Henson
Louis Ray Henson, Sr., (Okay, Oklahoma, 10 de enero de 1932 - Champaign, Illinois, 25 de julio de 2020) fue un entrenador de baloncesto estadounidense que ejerció en la NCAA durante más de cuarenta años.

## Trayectoria
- Hardin-Simmons (1962-1966)
- Universidad de New Mexico State (1966-1975)
- Universidad de Illinois (1975-1996)
- Universidad de New Mexico State (1997–2005)

## Premios con su nombre
En su honor se da el Premio Lou Henson, un premio anual otorgado por la página web CollegeInsider.com al mejor baloncestista de la División I de la NCAA de entre las conferencias consideradas mid-major.